# Трансцендентальне
Не слід плутати з терміном Трансцендентність.
Трансцендентальне (від лат. transcendens  — те, що виходить за межі)  — те, що зв'язує частини змісту, які перебувають по різні боки від деякої межі. Це поняття має довгу історію і не одразу набуло того значення, яке є найбільш поширеним і яке наведене у визначенні. 
Українське слово є практичною транскрипцією лат. transcendens (можливо, через посередництво нім. transzendental). Цей латинський прикметник виник у середньовічній латині від дієприкметника transcendens (родовий відмінок transcendentis)  — «той, що переступає», «виходить за межі», в філософії «трансцендентний» утворене від дієслова transcendo  — «переступаю», «переступає». 

## Трансцендентальне та трансцендентне
У строгому філософському сенсі «трансцендентність» означає перебування за межами можливого досвіду  (заграничність), тоді як «трансцендентальність» стосується пізнання і  умов нашого досвіду. Бертран Расселл порівнював трансцендентальне з призмою, через яку ми дивимося на світ. Звідси все трансцендентальне на відміну від трансцендентного є іманентним нашій свідомості й перебуває в нас «у голові», однак воно не доступне спостереженню. Так, за Кантом, до області трансцендентального належать, наприклад, такі поняття як простір та час, які характеризують не стільки світ, скільки нашу здатність сприймати світ (Кант, «Критика чистого розуму», розділ «Трансцендентальна естетика»).

## Середньовічна філософія
У схоластиці своєрідним прототипом і першим вжитком слова «трансцендентальне» були трансценденталії (лат. transcendentalia)  — гранично загальні, філософські категорії, за допомогою яких визначалося все суще. Трансценденталії  — це різновид універсалій. Так Тома Аквінський виділив 6 транценденталій: суще, єдине, істинне, благе, річ та щось. У філософії Дунса Скота трансценденталії також були синонімами філософських категорій. 

## Кант
У своїй філософії І. Кант трансцендентальними називає апріорні форми пізнання, які обумовлюють і визначають можливість будь-якого досвіду та організовують наше пізнання. Трансцендентальними формами чуттєвості є простір та час, трансцендентальними формами глузду  — категорії (субстанція, причинність та ін.), трансцендентальними формами розуму  — регулятивні ідеї чистого розуму (ідеї Бога, душі, світу як цілого). Трансцендентальне (апріорне) протистоїть, з одного боку, емпіричному (досвідному, апостеріорному), яке воно оформлює, а з іншого боку,  — трансцендентному  — яке виходить за межі досвіду, речам у собі. Відповідно, суб'єкту пізнання притаманна трансцендентальна єдність апперцепції. До сфери трансцендентальної діалектики Кант відносить нерозв'язні вічні філософські питання: про початок світу, Бога і нашу свободу. 

Трансцендентальне пізнання, за Кантом,  — це пізнання апріорних умов можливого досвіду. Саме воно є завданням трансцендентальної філософії: 
Я називаю трансцендентальним усіляке знання, що займається не так предметами, як видами нашого пізнання предметів, оскільки це пізнання повинно бути можливим a priori. Система таких понять називалася б трансцендентальною філософією..

## Після Канта
Після Канта слово «трансцендентальне» набуло надзвичайної популярності. Гуссерль говорив про трансцендентальну редукцію, а Дерріда про трансцендентальне означуване. 
У XIX столітті поняття «трансцендентальне» підхопили американські романтики-трансценденталісти, які розуміли під цим словом щось споконвічне, незіпсоване, незаймане та близьке до природи. 
Архієпископ Лука (Войно-Ясенецький) у своїй роботі "Дух, душа, тіло" під трансцендентальним має на увазі духовні здібності людини, які є прихованими та перебувають у неї на рівні підсвідомості. Також Войно-Ясенецький використовує епітет "трансцендентальний" стосовно духовного, досяжного розуму світу.

## Пов'язані терміни
- Трансцендентність
- Трансцендентальна аналітика
- Трансцендентальна апперцепція
- Трансцендентальна діалектика
- Трансцендентальна логіка
- Трансцендентальна медитація
- Трансцендентальна ілюзія
- Трансцендентальна семіотика
- Трансцендентальна соціологія
- Трансцендентальна феноменологія
- Трансцендентальна філософія (трансцендентальної-критична філософія)
- Трансцендентальна естетика
- Трансцендентальна уява (трансцендентальний синтез здатності уяви, трансцендентальна здатність уяви, творча уява)
- трансцендентальна єдність апперцепції
- Трансцендентальне означуване
- Трансцендентальний ідеалізм
- Трансцендентальний монізм
- Трансцендентальний суб'єкт
- Трансцендентальний емпіризм

## Організації та твори
- «Товариство трансцендентальної медитації»
- «Трансцендентальний клуб»
- «Система трансцендентального ідеалізму»